# Günther
Mats Olle Göran Söderlund (Malmö, 25 de juliol de 1967) és un cantant, tecladista i antic model suec nascut en 1967. Conegut pel pseudònim de Günther, va debutar en la indústria musical en 2004. El seu major èxit fins ara és el seu tema “Ding Dong Song”.

## Carrera musical
Va treballar de model fins que va deixar les passarel·les per a dedicar-se a regentar diversos clubs a la seva ciutat natal (Malmö), utilitzant un sintetitzador per compondre les melodies de moltes cançons. El 2004, va començar a la indústria discogràfica amb el pseudònim de Günther. Acostuma a cantar amb les Sunshine Girls, encara que també ha col·laborat amb altres artistes com Samantha Fox. Fins ara, ha publicat un sol disc, Pleasureman (2004), on es destaquen cançons com Ding Dong Song, Tutti Frutti Summer Love o el dueto amb Samantha Fox, Touch Me. També ha compost diverses melodies per altres artistes com Carlito (Dr. Bombai).
Mats i les Sunshine Girls van entrar al festival de música suec anomenat Melodifestivalen, on van competir per a representar a Suècia a Eurovisió, però es van quedar a la semifinal.

## Discografia
- 2004 - Pleasureman
- TBA Possiblement 2015 - Dirty Man Swedish Sex Beast

## Singles

### Amb "The Sunshine Girls"
- 2004 - Golddigers
- 2004 - Ding Dong Song
- 2004 - Teeny Weeny String Bikini
- 2004 - One Night Estand
- 2004 - Crazy and Wild
- 2005 - Tutti Frutti Summerlove
- 2005 - The Christmas Song (Ding Dong)
- 2006 - Like Fire Tonight
- 2006 - Christmas Song
- 2007 - Sun Trip (Summer Holiday)
- 2007 - Obsession (Of Lust)
- 2010 - My Boudoir
- 2010 - Famous (Recipe for fame)

Amb Samantha Fox
- 2004 - Touch Me

En solitari
- 2013 - I'm Not Justin Bieber B*tch

Amb Blizz Bugaddi
- 2017 - Dynamite

Amb GPF
- 2024 - XXX